# Miro Amparo dos Santos
Miro Amparo dos Santos (Willemstad, 3 juni 1958) is een Curaçaos zakenman en politicus. 
Amparo dos Santos is de broer van oud-minister van Financiën George Jamaloodin en van loterijbaas Robbie dos Santos. In 2016 richtte hij de politieke partij Kòrsou di Nos Tur op. Bij de Statenverkiezingen van 2016 en die van 2017 werd hij gekozen tot lid van de Staten van Curaçao. Daarvoor was hij zakenman. 